# Enrico di Badewide
Enrico di Badewide, in tedesco Heinrich von Badewide o Heinrich von Bodewide, Bodwide, Badewin, Badwide (XI secolo – 1164 circa), fu conte dello Holstein e Stormarn, quindi in Wagria e dal 1143 conte di Polabia (cioè conte di Ratzeburg). Fu il capostipite della stirpe dei Badewide.

## Biografia
Enrico apparteneva ad una nobile famiglia residente a Lüneburg, così chiamata presumibilmente dai suoi possedimenti a Bode presso Ebstorf (a nordovest di Uelzen).

### Conte di Holstein e Stormarn
Nel 1138 Enrico il Superbo, duca di Sassonia e Baviera del casato dei Welfen, venne proscritto dall'imperatore. Nuovo duca di Sassonia divenne l'ascanide Alberto I di Brandeburgo. Questi nominò Enrico di Badewide conte dello Holstein e Stormarn ed il precedente titolare Adolfo II di Schaumburg dovette cedere. Nell'inverno 1138/39 Enrico di Badewide, in una campagna di rappresaglia, devastò il territorio dei Wagri, senza però occupare le loro rocche di Plön, Lütjenburg ed Oldenburg (solo nell'estate del 1139 la ben fortificata rocca di Plön fu saccheggiata grazie al pieno spiegamento di forze dei soldati dello Holstein guidati dal loro Overbode Marcrado).

### Conte di Wagria
Nel 1139 Enrico il Superbo tentò di saccheggiare nuovamente la Sassonia ma sorprendentemente morì il 20 ottobre a Quedlinburg.
Tuttavia Enrico di Badewide dovette, sotto le pressioni di Adolfo II di Schauenburg, sgomberare i territori a nord dell'Elba e nella sua ritirata distrusse la fortezza comitale di Amburgo e quella di Segeberg. Dopo di che gli riuscì, senza pagare la somma corrispondente, di ottenere la Wagria, già da lui saccheggiata poco prima e promessagli da Enrico il Superbo, da Gertrude, vedova dello stesso e madre di Enrico il Leone, la quale non era affatto ben disposta verso Adolfo II di Schauenburg.

### Conte di Ratzeburg
Nel maggio del 1142, dopo che Enrico il Leone era stato infeudato da Federico Barbarossa del ducato paterno di Sassonia, il duca trovò una compensazione fra il conte Enrico di Badewide e Adolfo II di Schauenburg. Quest'ultimo ottenne lo Holstein e lo Stormarn e, pagando una determinata somma in denaro, la Wagria, mentre Enrico di Badewide ottenne la terra dei Polabi come nuova contea.
Località principale era la obodrita Ratzeburg, che prese subito il nome di contea. Il duca Enrico conservò lo Elbübergang (Ertheneburg) e lo Sadelbande (sud di Lauenburg).
Nell'estate del 1149 Enrico e Adolfo II presero parte ad una campagna di Enrico il Leone per la sottomissione degli abitanti dello Dithmarschen, una zona dello Schleswig-Holstein compresa fra il Mare del Nord, i fiumi Eider ed Elba ed il canale di Kiel. Come conseguenza Enrico fu, fino alla sua morte, un fido seguace del duca sassone.
Fino al 1154 Enrico di Badewide fu chiamato conte dei Polari (Comes Polaborum) e subito dopo conte di Ratzeburg. Per la fondazione ex novo della diocesi di Ratzeburg egli le conferì come corredo una grande superficie di terra e cedette al nuovo vescovo Evermod l'isola sul lago di Ratzeburg nella vicinanza della rocca, per l'erezione del duomo della città, la dimora del vescovo e quella del capitolo.
Nel 1162 divenne anche rappresentante regio del vescovado Ratzeburg.
Dopo la sua morte gli successe come conte di Ratzeburg il figlio maggiore Bernardo. Questi fece scolpire nel Duomo di Ratzeburg una lapide in ricordo del padre ancor oggi visibile. Sulla pietra sono scolpite le seguenti parole (in lingua latina):
«Ai tempi del re Corrado e del duca Enrico di Sassonia venne il conte Enrico a Ratzeburg e pose qui una solida base per il cristianesimo. La sua anima riposi in pace. Amen.»